# Nederland op de Paralympische Zomerspelen 2008
Nederland nam deel aan de Paralympische Zomerspelen 2008 in Peking, China. Nederland won meerdere medailles.

## Medailleoverzicht
| Sport       | Paralympiër(s) | Onderdeel                  | Medaille |
| ----------- | --- | -------------------------- | -------- |
| Atletiek    | Pieter Gruijters | Speerwerpen F55/56 (m)     | Goud     |
| Tennis      | Esther Vergeer | Individueel (v)            | Goud     |
| Tennis      | Korie Homan Sharon Walraven | Dubbelspel (v)             | Goud     |
| Zwemmen     | Mirjam de Koning-Peper | 50 m Vrije Slag S6 (v)     | Goud     |
| Zwemmen     | Mirjam de Koning-Peper | 100 m Rugslag (v)          | Goud     |
|             | |                            |          |
| Atletiek    | Annette Roozen | 100m T42 (v)               | Zilver   |
| Atletiek    | Annette Roozen | Verspringen F42 (v)        | Zilver   |
| Tennis      | Robin Ammerlaan | Individueel (m)            | Zilver   |
| Tennis      | Korie Homan | Individueel (v)            | Zilver   |
| Tennis      | Jiske Griffioen Esther Vergeer | Dubbelspel (v)             | Zilver   |
| Wielersport | Monique van der Vorst | Wegwedstrijd HC A-C (v)    | Zilver   |
| Wielersport | Monique van der Vorst | Tijdrit HC A-C (v)         | Zilver   |
| Wielersport | Alfred Stelleman Jacco Tettelaar | Tijdrit B VI 1-3 (m)       | Zilver   |
| Zwemmen     | Mirjam de Koning-Peper | 100 m Vrije Slag S6 (v)    | Zilver   |
| Zwemmen     | Mirjam de Koning-Peper | 400 m Vrije Slag S6 (v)    | Zilver   |
|             | |                            |          |
| Judo        | Sanneke Vermeulen | Tot 70 kg (v)              | Brons    |
| Tafeltennis | Nico Blok | Individueel Klasse 6 (m)   | Brons    |
| Tafeltennis | Kelly van Zon | Individueel Klasse 6-7 (v) | Brons    |
| Tennis      | Maikel Scheffers | Individueel (m)            | Brons    |
| Zwemmen     | Chantal Boonacker | 100 m Rugslag S7 (v)       | Brons    |
| Zwemmen     | Mike van der Zanden | 100 m Vlinderslag S10 (m)  | Brons    |
| Volleybal   | Sanne Bakker Karin van der Haar Karin Harmsen Paula List Djoke van Marum Elvira Stinissen Josien ten Thije Rika de Vries Petra Westerhof | Vrouwen                    | Brons    |

## Deelnemers
(m) = mannen, (v) = vrouwen (g) = gemengd 

### Atletiek
| Paralympiër       | Onderdeel                | Resultaat       | Prestatie       |
| ----------------- | ------------------------ | --------------- | --------------- |
| Jos van der Donk  | Speerwerpen F42/44 (m)   | 12              | 43.41 m 876 pt  |
| Ronald Hertog     | Speerwerpen F42/44 (m)   | 4               | 51.69 m 949 pt  |
| Kenny van Weeghel | 100 m T54 (m)            | 5               | 14.47 s         |
| Kenny van Weeghel | 200 m T54 (m)            | 4               | 25.28 s         |
| Kenny van Weeghel | 400 m T54 (m)            | 7               | 48.52 s         |
| Pieter Gruijters  | Kogelstoten F55/56 (m)   | 7               | 11.33 m 976 pt  |
| Pieter Gruijters  | Speerwerpen F55/56 (m)   | Goud            | 42.27 m 1159 pt |
| Willem Noorduin   | Discus Werpen F35/36 (m) | 7               | 32.60 m 934 pt  |
| Willem Noorduin   | Kogelstoten F35/36 (m)   | 7               | 11.27m 903 pt   |
|                   |                          |                 |                 |
| Annette Roozen    | Verspringen F42 (v)      | Zilver          | 3.63 m          |
| Annette Roozen    | 100 m F42                | Zilver          | 17.13 s         |
| Marije Smits      | Verspringen F42 (v)      | 6               | 3.39 m          |
| Marije Smits      | 100 m F42                | 5               | 18.27 s         |
| Marijke Mettes    | 100 m T46                | 7               | 13.30 s         |
| Marijke Mettes    | 200 m T46                | 5de in de heats | 27.17 s         |

### Boogschieten
| Paralympiër         | Onderdeel          | Resultaat   | Prestatie |
| ------------------- | ------------------ | ----------- | --------- |
| Eliane Salden-Otten | Recurve staand (v) | Kwartfinale | 107 pt    |

### Judo
| Paralympiër       | Onderdeel     | Resultaat | Prestatie |
| ----------------- | ------------- | --------- | --------- |
| Sanneke Vermeulen | tot 70 kg (v) | Brons     |           |

### Paardensport
| Paralympiër        | Onderdeel               | Resultaat | Prestatie |
| ------------------ | ----------------------- | --------- | --------- |
| Petra van de Sande | Verplichte kür Graad II | 4         | 66.909 pt |
| Sjerstin Vermeulen | Verplichte kür Graad IV | 4         | 66.452 pt |
| Sjerstin Vermeulen | Vrije kür Graad IV      | 7         | 67.908    |
| Ineke de Groot     | Verplichte kür Graad IV | 7         | 63.161 pt |
| Ineke de Groot     | Vrije kür Graad IV      | 13        | 58.955 pt |
| Sabine Peters      | Verplichte kür Graad IV | 8         | 62.516 pt |
| Sabine Peters      | Vrije kür Graad IV      | 9         | 65.863 pt |

### Roeien
| Paralympiër                                                                         | Onderdeel              | Resultaat          | Prestatie        |
| ----------------------------------------------------------------------------------- | ---------------------- | ------------------ | ---------------- |
| Anne Francine van de Staak Paul de Jong Martin Lauriks Nienke Vlotman Joleen Hakker | Vier, met stuurman (g) | 4de in de B finale | 3:58.63 b finale |

### Tafeltennis
| Paralympiër    | Onderdeel                   | Resultaat            | Prestatie |
| -------------- | --------------------------- | -------------------- | --------- |
| Nico Blok      | Individueel Klasse 6 (m)    | Brons                |           |
| Kelly van Zon  | Individueel Klasse 6-7 (v)  | Brons                |           |
| Tonnie Heijnen | Individueel Klasse 9-10 (m) | 3de in de groepsfase |           |
| Gerben Last    | Individueel Klasse 9-10 (m) | 4                    |           |

### Tennis
| Paralympiër                            | Onderdeel      | Resultaat    | Prestatie |
| -------------------------------------- | -------------- | ------------ | --------- |
| Eric Stuurman                          | Enkelspel (m)  | 2de ronde    |           |
| Maikel Scheffers                       | Enkelspel (m)  | Brons        |           |
| Robin Ammerlaan                        | Enkelspel (m)  | Zilver       |           |
| Eric Stuurman Robin Ammerlaan          | Dubbelspel (m) | Kwartfinales |           |
| Maikel Scheffers Ronald Vink           | Dubbelspel (m) | 4            |           |
|                                        |                |              |           |
| Esther Vergeer                         | Enkelspel (v)  | Goud         |           |
| Korie Homan                            | Enkelspel (v)  | Zilver       |           |
| Jiske Griffioen                        | Enkelspel (v)  | 4            |           |
| Sharon Walraven                        | Enkelspel (v)  | Kwartfinales |           |
| Esther Vergeer Jiske Griffioen         | Dubbelspel (v) | Zilver       |           |
| Korie Homan Sharon Walraven            | Dubbelspel (v) | Goud         |           |
|                                        |                |              |           |
| Bas van Erp                            | Enkelspel (g)  | kwartfinales |           |
| Dorrie Timmermans-van Hall             | Enkelspel (g)  | kwartfinales |           |
| Monique de Beer                        | Enkelspel (g)  | 1ste ronde   |           |
| Bas van Erp Dorrie Timmermans-van Hall | Dubbelspel (g) | 4            |           |

### Volleybal
| Paralympiër | Onderdeel | Resultaat | Prestatie |
| --- | --------- | --------- | --------- |
| Sanne Bakker Karin van der Haar Karin Harmsen Paula List Djoke van Marum Elvira Stinissen Josien ten Thije Rika de Vries Petra Westerhof | Vrouwen   | Brons     |           |

### Wielersport
| Paralympiër                             | Onderdeel                  | Resultaat | Prestatie      |
| Baan                                    | Baan                       | Baan      | Baan           |
| --------------------------------------- | -------------------------- | --------- | -------------- |
| Alfred Stelleman Jacco Tettelaar piloot | achtervolging B VI 1-3 (m) | 9         | 4:40.432 m     |
| Alfred Stelleman Jacco Tettelaar piloot | tijdrit 1 km B VI 1-3 (m)  | 12        | 1:09.077 m     |
| Weg                                     |                            |           |                |
| Alfred Stelleman Jacco Tettelaar piloot | Wegwedstrijd B VI 1-3 (m)  | dnf       | Niet Gefinisht |
| Alfred Stelleman Jacco Tettelaar piloot | Tijdrit B VI 1-3 (m)       | Zilver    | 32:28.15 m     |
| Don van der Linden                      | Wegwedstrijd HC C (m)      | 7         | 1:31:48        |
| Don van der Linden                      | Tijdrit HC C (m)           | 8         | 22:31.28       |
| Mark Homan                              | Wegwedstrijd CP1-2 (m)     | 10        | 1:03:27        |
| Mark Homan                              | Tijdrit CP1-2 (m)          | 4         | 24:01.26       |
|                                         |                            |           |                |
| Laura de Vaan                           | Wegwedstrijd HC A-C (v)    | 5         | 1:17:12        |
| Laura de Vaan                           | Tijdrit HC A-C (v)         | 7         | 25:15.15       |
| Monique van der Vorst                   | Wegwedstrijd HC A-C (v)    | Zilver    | 1:13:00        |
| Monique van der Vorst                   | Tijdrit HC A-C (v)         | Zilver    | 23:40.64       |

### Zeilen
| Paralympiër       | Onderdeel | Resultaat | Prestatie |
| ----------------- | --------- | --------- | --------- |
| Thierry Schmitter | 2.4mR (g) | 5         | 32pt      |

### Zwemmen
| Paralympiër            | Onderdeel                 | Resultaat       | Prestatie |
| ---------------------- | ------------------------- | --------------- | --------- |
| Michel Tielbeke        | 50 m Vrije Slag S13 (m)   | 6de in de heats | 26.52 s   |
| Michel Tielbeke        | 100 m Schoolslag SB13 (m) | 6de in de heats | 1:14.48 m |
| Michel Tielbeke        | 100 m Vlinderslag S13 (m) | 5de in de heats | 1:03.94 m |
| Michel Tielbeke        | 200 m Wisselslag SM13 (m) | 8               | 2:25.36 m |
| Mike van der Zanden    | 100 m Vlinderslag S10 (m) | Brons           | 59.39 s   |
| Mike van der Zanden    | 100 m Vrije Slag S10 (m)  | 4de in de heats | 56.20 s   |
| Mike van der Zanden    | 200 m Wisselslag SM10 (m) | 4de in de heats | 2:24.56 m |
| Mike van der Zanden    | 400 m Vrije Slag S10 (m)  | 4de in de heats | 4:28.40 m |
|                        |                           |                 |           |
| Bernadette Massar      | 50 m Vlinderslag S7 (v)   | 5de in de heats | 45.53 s   |
| Bernadette Massar      | 100 m Schoolslag SB7 (v)  | 6               | 1:49.29 m |
| Chantal Boonacker      | 50 m Vrije Slag S7 (v)    | 4               | 34.54 s   |
| Chantal Boonacker      | 100 m Rugslag S7 (v)      | Brons           | 1:26.30 m |
| Chantal Boonacker      | 100 m Vrije Slag S7 (v)   | 4               | 1:14.59 m |
| Chantal Boonacker      | 400 m Vrije Slag S7 (v)   | 4               | 5:35.31 m |
| Lisette Teunissen      | 50 m Rugslag S5 (v)       | 4               | 50.87 s   |
| Lisette Teunissen      | 50 m Vrije Slag S5 (v)    | 4de in de heats | 45.68 s   |
| Lisette Teunissen      | 200 m Vrije Slag S5 (v)   | 5               | 3:22.89 m |
| Mendy Meenderink       | 50 m Vrije Slag S9 (v)    | 8               | 31.20 s   |
| Mendy Meenderink       | 100 m Vrije Slag S9 (v)   | 5de in de heats | 1:06.85 m |
| Mendy Meenderink       | 400 m Vrije Slag S9 (v)   | 4de in de heats | 5:06.97 m |
| Mirjam de Koning-Peper | 50 m Vrije Slag S6 (v)    | Goud            | 35.60 s   |
| Mirjam de Koning-Peper | 100 m Rugslag S6 (v)      | Goud            | 1:28.34 m |
| Mirjam de Koning-Peper | 100 m Vrije Slag S6 (v)   | Zilver          | 1:19.29 m |
| Mirjam de Koning-Peper | 400 m Vrije Slag S6 (v)   | Zilver          | 5:43.76 m |